# Semiothisa mayana
Semiothisa mayana là một loài bướm đêm trong họ Geometridae.